# Schwanheimer Düne
Schwanheimer Düne este o arie protejată (arie specială de conservare — SAC, sit de importanță comunitară — SCI) din Germania întinsă pe o suprafață de 57,39 ha, integral pe uscat.

## Localizare
Centrul sitului Schwanheimer Düne este situat la coordonatele 50°05′19″N 8°33′42″E / 50.0886°N 8.5617°E.

## Înființare
Situl Schwanheimer Düne a fost declarat sit de importanță comunitară în iulie 2001 pentru a proteja 2 specii de animale. Situl a fost protejat și ca arie specială de conservare în martie 2008.

## Biodiversitate
Situată în ecoregiunea continentală, aria protejată conține 3 habitate naturale: Vegetație psamofilă uscată cu pășuni deschise de Corynephorus și Agrostis, Ape puternic oligomezotrofe cu vegetație bentonică cu Chara spp., Fânețe de joasă altitudine (Alopecurus pratensis, Sanguisorba officinalis).
La baza desemnării sitului se află mai multe specii protejate de  păsări (2): sfrâncioc roșiatic (Lanius collurio), ciocănitoare verzuie (Picus canus).
Pe lângă speciile protejate, pe teritoriul sitului au mai fost identificate 5 specii de amfibieni, 3 specii de mamifere, 1 specie de reptile.